# Suō no Naishi
Suō no Naishi (Nhật: 周防内侍 (Chu Phòng Nội Thị)) tên khác là Taira no Nakako là nhà thơ waka Nhật Bản sống vào hậu bán thế kỉ 11 thuộc cuối thời kỳ Heian. Một trong những bài thơ của bà nằm trong tập thơ nổi tiếng Ogura Hyakunin Isshu, và 35 bài thơ của bà nằm trong tập Nijūichidaishū (二十一代集 (Nhị Thập Nhất Đại Tập)).

## Tiểu sử
Bà là con gái của Taira no Munenaka (平棟仲 (Bình, Đống Trọng)), quan trấn thủ tỉnh Suō, năm sinh không rõ. Tên thật của bà là Nakako (仲子).
Bà phụng sự trong cung trãi 4 triều kể từ đời Thiên Hoàng Go-Reizei, Thiên Hoàng Go-Sanjō, Thiên Hoàng Shirakawa và Thiên Hoàng Horikawa.
Ngày mất của bà không rõ, nhưng khả năng cao bà mất vào năm 1110.

## Thơ bà Suō no Naishi
35 bài thơ của bà nằm trong tập Nijūichidaishū (二十一代集 (Nhị Thập Nhất Đại Tập)) từ tập Goshūi Wakashū ( Hậu Thập Di Tập) on.
Bà có một tập thơ waka cá nhân mang tên Suō no Naishi-shū (周防内侍集).
Đây là bài thơ được đánh số 67 trong tập thơ Ogura Hyakunin Isshu do Fujiwara no Teika biên tập:
| Nguyên văn                                             | Phiên âm                                                                    | Dịch thơ | Diễn ý |
| ------------------------------------------------------ | --------------------------------------------------------------------------- | --- | --- |
| 春の夜の夢ばかりなる手枕にかひなく立たむ名こそ惜しけれ | Haru no yo no yume bakari naru ta-makura ni kai naku tatan na koso oshikere | Chàng đùa cho gối tay, Nhưng mộng xuân đâu dài. Nghe chàng mai lại tiếc, Chịu tiếng đời bẻ bai. (ngũ ngôn) Mộng trên gối tay đâu dài, Nghe chàng ư? Sẽ tủi hoài thân danh! (lục bát) | Tuy chàng đùa bảo hãy lấy tay chàng mà tựa đầu, Nhưng giấc mộng đêm xuân trên gối tay ngắn lắm. Nhỡ ra sẽ mang tiếng đời thị phi, Để tiếc cho thân danh. |

### Xuất xứ
Senzai Wakashū ( Thiên Tải Tập), tạp thi phần thượng, bài 964.

### Hoàn cảnh sáng tác
Lời bình trong Senzai Wakashū kể lại hoàn cảnh sáng tác như sau:
"Một đêm tháng hai âm lịch trăng sáng, ở Nijōin ( Nhị Điều Viện) tức ngự sở của hoàng hậu Shōshi ( Chương tử) (vợ Thiên Hoàng Go-Reizei), mọi người cùng nhau thức suốt đêm (có lẽ để ngắm trăng). Lúc thoáng nghe bà Suō vì thấm mệt muốn xin cái gối để nằm nghỉ thì quan Fujiwara no Tadaie ( Đằng Nguyên, Trung Gia) mới đùa mà luồn xuống dưới rèm đưa cánh tay mình vào mà bảo đây là gối. Nhân đó bà Suō mới có bài thơ này." 

### Đề tài
Mối tình thoáng đùa như giấc mộng đêm xuân ngắn ngủi.
Trước tiên là kỹ thuật kake-kotoba (chữ đa nghĩa): Tadaie (腕) đưa cánh tay (kaina) ra thì Suō đối đáp lại là hoài công (kai naku (甲斐なく) = nan no kai mo naku) để từ chối khéo léo lời mời mọc ngủ chung (sane) của người đàn ông (xem câu thứ 4 trong bài). Chữ mu trong tatamu ở câu cuối ngụ ý giả định (nhỡ ra tai tiếng...thì sao).
Những chữ xuân (haru), đêm (yo), mộng (yume), gối tay (tamakura) tạo nên một không khí diễm tình, như vẽ lại được cuộc sống hoa mỹ của thế giới cung đình.

## Đường dẫn ngoài
- McMillan, Peter. Năm 2010 (Bản in đầu, Năm 2008). Một Trăm Nhà Thơ, Mỗi Vị Một Thơ. New York: Nhà xuất bản Đại Học Columbia.
- Suzuki Hideo, Yamaguchi Shin'ichi, Yoda Yasushi. Năm 2009 (Bản in đầu, Năm 1997). Genshoku: Ogura Hyakunin Isshu. Tokyo: Bun'eidō.
- Một trăm bài thơ Nhật Bản cổ (Hyakunin-isshu), biên dịch bởi William N. Porter, 1909, tại trang sacred-texts.com
- Ogura Hyakunin Isshu, biên dịch bởi chimviet.free.fr Lưu trữ ngày 22 tháng 12 năm 2016 tại Wayback Machine
- Danh sách bài thơ của bà Suō no Naishi Lưu trữ ngày 29 tháng 8 năm 2016 tại Wayback Machine trong tài liệu thơ waka online của Trung tâm nghiên cứu quốc tế về Nhật Bản học.
- Suō no Naishi trên Kotobank.